# Schalidomitra
Schalidomitra là một chi bướm đêm thuộc họ Erebidae.